# Jill Barklem
Jill Barklem, nacida Gillian Gaze (Epping, 23 de mayo de 1951-Londres (Inglaterra), 15 de noviembre de 2017), fue una escritora e ilustradora británica de libros para niños.
Estudió en la Sant Martin's School of Art de Londres. Es sobre todo conocida por su serie Brambly Hedge (conocida también como Los Ratones de las cuatro estaciones). La serie comprende cuatro primeros libros publicados en 1980 que cuentan el diario de un ratón llamado Fermín Largacola durante las cuatro estaciones del año, y cuatro historias adicionales publicadas entre 1983 y 1994.
Los ocho libros han sido adaptados en mediometrajes de animación con la técnica de stop motion por Cosgrove Hall Films (1996-1997) y por Hot Animation (1998-2000).

## Obras
- Cuento de primavera (Spring Story)
- Cuento de verano (Summer Story)
- Cuento de Otoño (Autumn Story)
- Cuento de Invierno (Winter Story)
- El Secreto de la escalera (The Secret Staircase)
- La Hacienda de los cerros (The High Hills)
- Aventura marina (Sea Story)
- Poppy's Babies